# Martin Koopman
Pour les articles homonymes, voir Koopman.
Martin Koopman, né le 5 juin 1956 à Wezep, village de la Gueldre aux Pays-Bas, est un footballeur et entraîneur néerlandais. 

## Biographie

### Carrière de joueur
Martin Koopman s'essaie d'abord chez les amateurs du Rohda Raalte, sans pouvoir intégrer l'équipe première. En 1975, il obtient un contrat avec le club professionnel de Go Ahead Eagles et y fait ses débuts le 22 août 1976 contre le SC Telstar (victoire 0-1), en remplaçant Bert Strijdveen à la 46e minute.
En 1982, Koopman part au FC Twente où il devient capitaine. Lors de ses sept saisons passées au sein du club d'Enschede, il y côtoie des joueurs tels que Fred Rutten, Martien Vreijsen ou le Danois Jan Sørensen. Avec le FC Twente, il inscrit neuf buts en championnat lors de la saison 1985-1986, ce qui constitue sa meilleure performance.
En 1989, il rejoint le SC Cambuur où il met fin à sa carrière de footballeur, à l'âge de 35 ans, après une dernière rencontre jouée le 26 janvier 1991 face au VVV Venlo (0-0).
Le bilan de sa carrière s'élève à 314 matchs disputés en Eredivisie, pour un total de 40 buts marqués.

### Carrière d'entraîneur
Martin Koopman exerce surtout sa carrière d'entraîneur comme adjoint tant aux Pays-Bas (SC Cambuur, Go Ahead Eagles, FC Groningue, Roda JC, Sparta Rotterdam) qu'à l'étranger (Arabie saoudite sous les ordres de Gerard van der Lem et AO Kavala). 
Il réussit tout de même à diriger quelques clubs de son pays (FC Den Bosch, BV Veendam) avant de s'expatrier en 2002 en République démocratique du Congo (AS Vita Club) puis en 2005-2006 en Chine (Guangzhou R&F FC) et enfin en 2012 à Oman (Al Nasr Salalah).
Revenu aux Pays-Bas, il prend les rênes du RKC Waalwijk lors de la saison 2014-2015. En janvier 2017, il est nommé à la tête de l'équipe nationale d'Aruba.